# برچسب اتحادیه

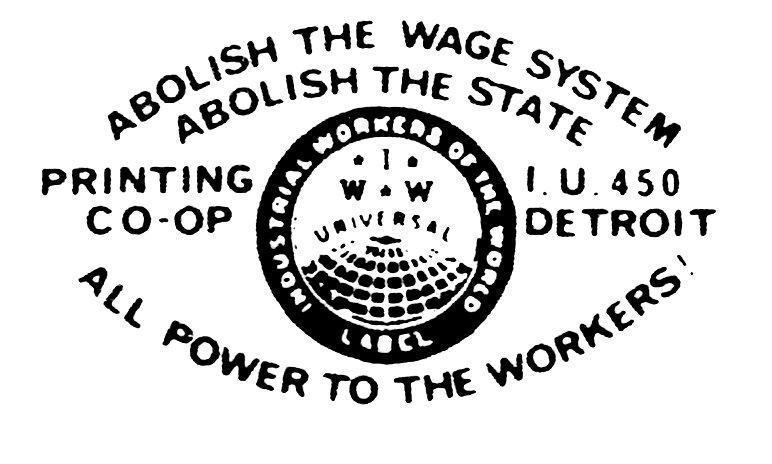
برچسب اتحادیه کارگران صنعتی جهان که توسط مطبوعات سیاه و قرمز استفاده می شود. ۱۹۷۳.

برچسب اتحادیه (گاهی اوقات باگ اتحادیه نامیده می‌شود) برچسب، علامت یا نشانی است که تبلیغ می‌کند کارمندانی که محصول یا خدماتی را ارائه می‌دهند توسط اتحادیه کارگری یا گروهی از اتحادیه های کارگری که برچسب آنها برای جذب مشتریان استفاده می‌شد. ترجیح می‌دهند محصولات اتحادیه بخرند. اصطلاح «باگ اتحادیه» اغلب برای توصیف یک برچسب کوچک اتحادیه استفاده می‌شود که روی مواد چاپی ظاهر می‌شود، که ظاهراً شبیه یک حشره کوچک است.

## خاستگاه و تاریخچه

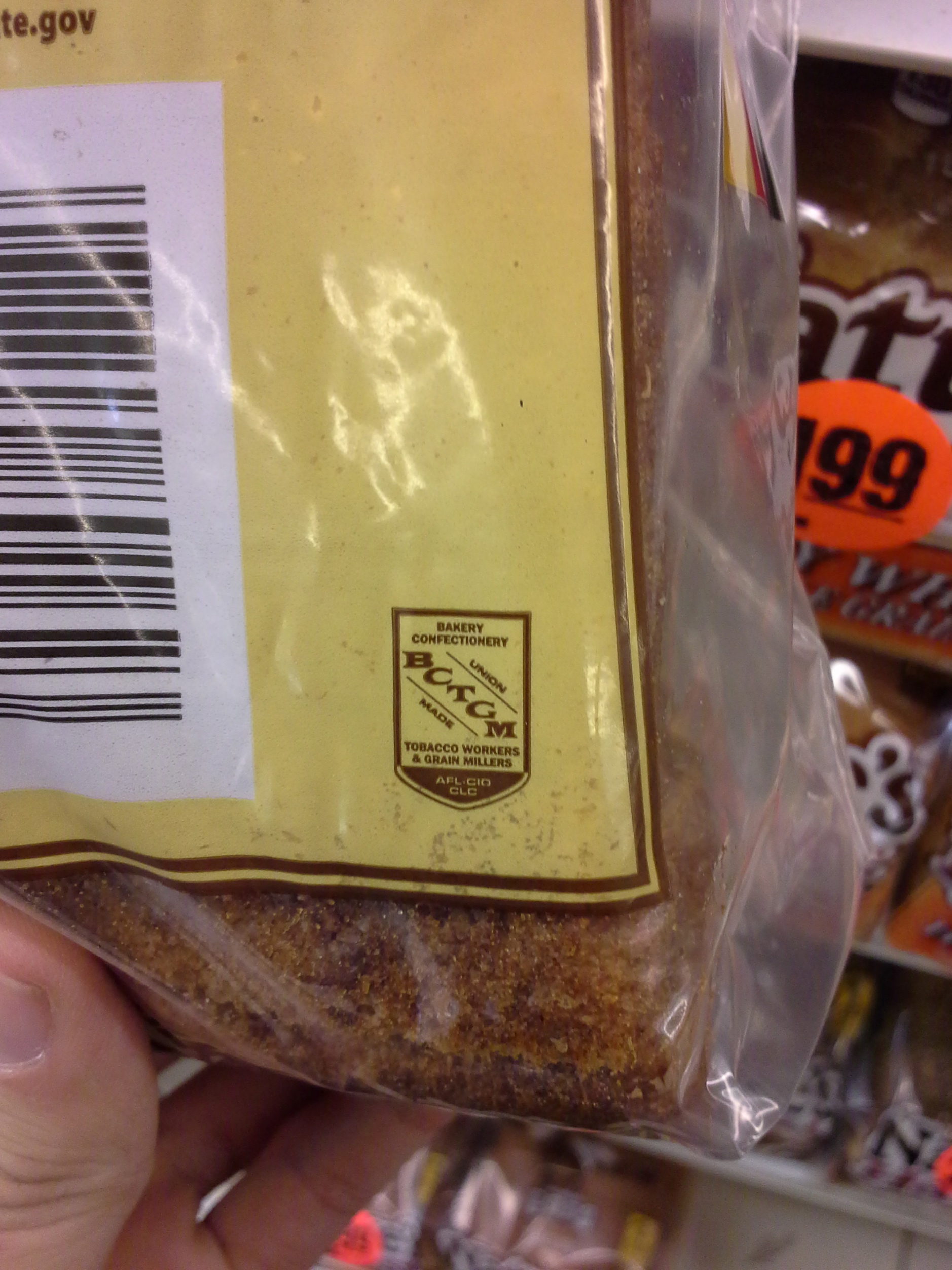
یک قرص نان با برچسب اتحادیه بین‌المللی کارگران نانوایی، قنادی، تنباکو و آسیاب غلات.